# Borki-Kolonia
Borki-Kolonia – część wsi Świniary Nowe w Polsce, położona w województwie świętokrzyskim, w powiecie sandomierskim, w gminie Łoniów. Nie posiada sołtysa, należy do sołectwa Świniary Nowe.
W latach 1975–1998 Borki-Kolonia administracyjnie należały do województwa tarnobrzeskiego.